# Michał Stanisław Tarnowski
Michał Stanisław Tarnowski herbu Leliwa (ur. ok. 1590 w Wojniczu, zm. 1655 roku) – kasztelan wojnicki w latach 1645–1655.
Był synem Stanisława Tarnowskiego. 
W czasie wojny polsko-tureckiej (1620–1621) został w 1620 roku wyznaczony komisarzem sejmowym przy hetmanie Janie Karolu Chodkiewiczu.
Był członkiem konfederacji generalnej zawiązanej 31 lipca 1648 roku. Został elektorem Jana II Kazimierza Wazy z województwa krakowskiego w 1648 roku. Był ojcem dwóch synów Piotra Pawła (zm. 1661 bezpotomnie) i Jana Stanisława.
W czasie elekcji 1648 roku został sędzią generalnego sądu kapturowego. Podpisał pacta conventa Jana II Kazimierza Wazy w 1648 roku.